# Euphorbia melitensis
Euphorbia melitensis Parl., 1869 è una pianta della famiglia delle Euforbiacee, endemica dell'arcipelago maltese.

## Descrizione
È una pianta arbustiva, con fusti fittamente ramificati che formano pulvini alti fino a 0,5 m.
L'infiorescenza è un ciazio con vistose brattee di colore giallo brillante, che formano un involucro a coppa attorno a un fiore femminile centrale, piccolo e poco appariscente, circondato da 5 fiori maschili.
Il frutto è una capsula tricarpellare tubercolata.

## Distribuzione e habitat
L'areale di E. melitensis è ristretto alle isole di Malta, Gozo e Comino.
Il suo habitat tipico è la gariga costiera rocciosa, ove forma associazioni con Thymus capitatus, Anthyllis hermanniae, Teucrium fruticans e Erica multiflora.